# マイカ・フランクリン
マイカ・イシャンティ・フランクリン（Micah Ishanti Franklin , 1972年4月25日 - ）は、アメリカ合衆国カリフォルニア州サンフランシスコ出身の元プロ野球選手（外野手）。右投両打。

## 経歴
1990年のMLBドラフト3巡目（全体90位）でニューヨーク・メッツに指名され契約。
1997年にセントルイス・カージナルスでメジャーデビューするものの、メジャーでプレーしたのはこのシーズンだけで、ほとんどマイナーリーグでの生活が中心だった。
1999年に日本ハムファイターズに入団。その折、サミー・ソーサに風貌が似ていると話題になった。そのことから一部ではソーサのそっくりさんという意味を込めて「ダミー・ソーサ」という愛称もついた。4月7日の西武戦で初先発のルーキー・松坂大輔に顔付近への投球を受け、怒りを露わにする場面もあった。4月10日の対千葉ロッテマリーンズ戦で左右両打席本塁打を放っている。4月の打撃成績は打率.304（79打数24安打）、9本塁打でパ・リーグ月間MVPを受賞した。しかし6月以降は不振に陥り、最終的にはリーグ3位の30本塁打、リーグ8位の80打点を記録するも打率.238はリーグ29位に終わった（ただし、四死球数はリーグトップの86で出塁率は高かった）。打撃にムラを残してはいたものの、チームトップの本塁打を放ったため残留となる。
2000年シーズンは、当初は出番があったが同じ外国人野手のナイジェル・ウィルソンとシャーマン・オバンドーの活躍から、外国人枠の関係で二軍生活となり、出場機会を増やすため6月27日に阪神タイガースへ金銭トレードされた。阪神はフランクリンの獲得を可能とすべく、不振だったハワード・バトルを前もって解雇している。しかし、膝の故障で移籍後はわずか8試合の出場に留まり、オフに戦力外通告を受けて退団した。
その後はマイナーリーグを経て、2002年7月に韓国プロ野球の現代ユニコーンズと契約し、2003年のシーズン途中で退団した。
2004年は再びマイナーリーグでプレーし、同年限りで現役引退。
引退後はアリゾナ・ダイヤモンドバックスとシアトル・マリナーズのスカウトを務め、その後はダイヤモンドバックス傘下のマイナー球団の打撃コーチを歴任している。
2022年より、ワシントン・ナショナルズ傘下AA級ハリスバーグ・セネターズの打撃コーチを務める。2023年からは同傘下A+級ウィルミントン・ブルーロックスの打撃コーチに転身した。

## 詳細情報

### 年度別打撃成績
| 年 度    | 球 団    | 試 合 | 打 席 | 打 数 | 得 点 | 安 打 | 二 塁 打 | 三 塁 打 | 本 塁 打 | 塁 打 | 打 点 | 盗 塁 | 盗 塁 死 | 犠 打 | 犠 飛 | 四 球 | 敬 遠 | 死 球 | 三 振 | 併 殺 打 | 打 率 | 出 塁 率 | 長 打 率 | O P S |
| -------- | -------- | ----- | ----- | ----- | ----- | ----- | -------- | -------- | -------- | ----- | ----- | ----- | -------- | ----- | ----- | ----- | ----- | ----- | ----- | -------- | ----- | -------- | -------- | ----- |
| 1997     | STL      | 17    | 37    | 34    | 6     | 11    | 0        | 0        | 2        | 17    | 2     | 0     | 0        | 0     | 0     | 3     | 0     | 0     | 10    | 0        | .324  | .378     | .500     | .878  |
| 1999     | 日本ハム | 131   | 521   | 428   | 67    | 102   | 23       | 0        | 30       | 215   | 80    | 2     | 0        | 0     | 7     | 69    | 10    | 17    | 125   | 11       | .238  | .361     | .502     | .863  |
| 2000     | 日本ハム | 5     | 20    | 15    | 2     | 3     | 2        | 0        | 0        | 5     | 0     | 1     | 0        | 0     | 0     | 5     | 0     | 0     | 6     | 1        | .200  | .400     | .333     | .733  |
| 2000     | 阪神     | 8     | 35    | 29    | 5     | 5     | 1        | 0        | 2        | 12    | 6     | 0     | 0        | 0     | 0     | 3     | 0     | 3     | 13    | 1        | .172  | .314     | .414     | .728  |
| '00計    | 阪神     | 13    | 55    | 44    | 7     | 8     | 3        | 0        | 2        | 17    | 6     | 1     | 0        | 0     | 0     | 8     | 0     | 3     | 19    | 2        | .182  | .345     | .386     | .732  |
| 2002     | 現代     | 49    | 198   | 152   | 30    | 42    | 9        | 1        | 14       | 95    | 30    | 4     | 2        | 0     | 2     | 34    | 0     | 10    | 52    | 2        | .276  | .434     | .625     | 1.059 |
| 2003     | 現代     | 38    | 167   | 136   | 24    | 30    | 4        | 0        | 10       | 64    | 28    | 6     | 2        | 0     | 3     | 25    | 0     | 3     | 57    | 0        | .221  | .347     | .471     | .818  |
| MLB：1年 | MLB：1年 | 17    | 37    | 34    | 6     | 11    | 0        | 0        | 2        | 17    | 2     | 0     | 0        | 0     | 0     | 3     | 0     | 0     | 10    | 0        | .324  | .378     | .500     | .878  |
| NPB：2年 | NPB：2年 | 144   | 576   | 472   | 74    | 110   | 26       | 0        | 32       | 232   | 86    | 3     | 0        | 0     | 7     | 77    | 10    | 20    | 144   | 13       | .233  | .359     | .492     | .851  |
| KBO：2年 | KBO：2年 | 87    | 365   | 288   | 54    | 72    | 13       | 1        | 24       | 159   | 58    | 10    | 4        | 0     | 5     | 59    | 0     | 13    | 109   | 2        | .250  | .395     | .552     | .947  |

- 各年度の太字はリーグ最高

### 表彰
NPB
- 月間MVP：1回 （1999年4月）

### 記録
NPB
- 初出場・初先発出場：1999年4月3日、対大阪近鉄バファローズ1回戦（東京ドーム）、7番・右翼手として先発出場
- 初安打・初打点：1999年4月4日、対大阪近鉄バファローズ2回戦（東京ドーム）、8回裏に佐野重樹から適時二塁打
- 初本塁打：1999年4月10日、対千葉ロッテマリーンズ2回戦（千葉マリンスタジアム）、1回表に小宮山悟から右越3ラン

### 背番号
- 68 （1997年）
- 10 （1999年 - 2000年途中）
- 99 （2000年途中 - 同年終了）
- 37 （2002年 - 2003年）